# 懷恩十字路口 (阿拉巴馬州)
懷恩十字路口（英語：Ryan Crossroads）是一個位於美國阿拉巴馬州摩根縣的非建制地區。該地的面積和人口皆未知。

## 地理
懷恩十字路口的座標為34°20′31″N 86°36′37″W / 34.34194°N 86.61028°W，而該地的平均海拔高度為329米（即1079英尺）。